# (96) Églé
(96) Églé, désignation internationale (96) Aegle, est un astéroïde de la ceinture principale d'astéroïdes découvert par Jérôme Eugène Coggia le 17 février 1868 à Marseille.

## Description
(96) Églé présente une orbite caractérisée par un demi-grand axe de 3,05 UA, une excentricité de 0,14 et une inclinaison de 16,0° par rapport à l'écliptique. Son diamètre a été estimé par l'IRAS à 170,02 km,.
C'est un astéroïde de type T.

## Étymologie
Cet astéroïde est nommé en référence à Églé.